# Ligne Fujikoshi
La ligne Fujikoshi (不二越線, Fujikoshi-sen) est une ligne ferroviaire de la compagnie Toyama Chihō Railway située à Toyama au Japon. Elle relie la gare d'Inarimachi à celle de Minami-Toyama.

## Histoire
La ligne ouvre en 1914.

## Caractéristiques

### Ligne
- longueur : 3,3 km
- écartement des voies : 1 067 mm
- électrification : 1 500 Vcc
- vitesse maximale : 70 km/h
- nombre de voies : voie unique

### Interconnexion
Les trains des lignes Fujikoshi et Kamidaki ont leurs services en commun.
A Inarimachi, les trains continuent sur la ligne principale Toyama Chihō Railway jusqu'à Dentetsu-Toyama.

### Liste des gares
La ligne comporte 5 gares. 
| Numéro | Gare          | Nom japonais | Distance (km) | Correspondances                                                              | Localisation |
| ------ | ------------- | ------------ | ------------- | ---------------------------------------------------------------------------- | ------------ |
| T02    | Inarimachi    | 稲荷町       | 0             | Toyama Chihō Railway : Ligne principale (interconnexion)                     | Toyama       |
| T58    | Sakaemachi    | 栄町         | 0,6           |                                                                              | Toyama       |
| T59    | Fujikoshi     | 不二越       | 1,0           |                                                                              | Toyama       |
| T60    | Ōizumi (ja)   | 大泉         | 2,2           |                                                                              | Toyama       |
| T61    | Minami-Toyama | 南富山       | 3,3           | Toyama Chihō Railway : Kamidaki (interconnexion) Tramway de Toyama : 1, 2, 4 | Toyama       |